# Saut à la perche masculin aux championnats du monde d'athlétisme 2013
Navigation
Daegu 2011 Pékin 2015
L'épreuve du saut à la perche masculin des championnats du monde de 2013 s'est déroulée les 10 et 12 août 2013 dans le Stade Loujniki, le stade olympique de Moscou. Elle est remportée par l'Allemand Raphael Holzdeppe.

## Records et performances

### Records
Les records du saut à la perche hommes (mondial, des championnats et par continent) étaient avant les championnats 2013 les suivants.
| Record du monde           | Sergueï Bubka                     | Ukraine                | 6,14 m | Sestrière               | 31 août 1994                                    |
| Record des championnats   | Dmitri Markov                     | Australie              | 6,05 m | Edmonton                | 9 août 2001                                     |
| Record d'Afrique          | Okkert Brits                      | Afrique du Sud         | 6,05 m | Cologne                 | 18 août 1995                                    |
| Record d'Asie             | Grigoriy Yegorov/ Igor Potapovich | Kazakhstan/ Kazakhstan | 5,90 m | Stuttgart/Londres/ Nice | 19 août 1993/10 septembre 1993/ 10 juillet 1996 |
| Record d'Amérique du Nord | Brad Walker                       | États-Unis             | 6,04 m | Eugene                  | 8 juin 2008                                     |
| Record d'Amérique du Sud  | Thiago Braz da Silva              | Brésil                 | 5,83 m | Carthagène des Indes    | 5 juillet 2013                                  |
| Record d'Europe           | Sergueï Bubka                     | Ukraine                | 6,14 m | Sestrière               | 31 août 1994                                    |
| Record d'Océanie          | Dmitri Markov                     | Australie              | 6,05 m | Edmonton                | 9 août 2001                                     |

### Meilleures performances de l'année 2013
Les dix athlètes les plus performants de l'année sont, avant les championnats, les suivants.
| 1  | Renaud Lavillenie      | France     | 6,02 m | Londres              | 27 juillet 2013 |
| 2  | Raphael Holzdeppe      | Allemagne  | 5,91 m | Rome                 | 6 juin 2013     |
| 3  | Björn Otto             | Allemagne  | 5,90 m | Eugene, Orégon       | 1er juin 2013   |
| 4  | Malte Mohr             | Allemagne  | 5,86 m | Rome                 | 6 juin 2013     |
| 5  | Brad Walker            | États-Unis | 5,83 m | Phoenix (Arizona)    | 17 mai 2013     |
| 5  | Thiago Braz da Silva   | Brésil     | 5,83 m | Carthagène des Indes | 5 juillet 2013  |
| 7  | Konstadínos Filippídis | Grèce      | 5,82 m | Doha                 | 10 mai 2013     |
| 7  | Augusto de Oliveira    | Brésil     | 5,82 m | Hof (Bavière)        | 22 juin 2013    |
| 9  | Sam Kendricks          | États-Unis | 5,81 m | Austin (Texas)       | 29 mars 2013    |
| 10 | Jan Kudlicka           | Tchéquie   | 5,76 m | Tábor                | 15 juin 2013    |

## Engagés
Pour se qualifier, il faut avoir réalisé au moins 5,70 m (minimum A) ou 5,60 m (minimum B) entre le 1er octobre 2012 et le 29 juillet 2013.

## Médaillés
| Or                | Argent            | Bronze     |
| Raphael Holzdeppe | Renaud Lavillenie | Björn Otto |

## Résultats

### Finale
| Rang               | Athlète                | Pays       | Essais | Essais | Essais | Essais | Essais | Essais | Essais | Marque | Notes |
| Rang               | Athlète                | Pays       | 5,50 m | 5,65 m | 5,75 m | 5,82 m | 5,89 m | 5,96 m | 6,01 m | Marque | Notes |
| ------------------ | ---------------------- | ---------- | ------ | ------ | ------ | ------ | ------ | ------ | ------ | ------ | ----- |
| Médaille d'or      | Raphael Holzdeppe      | Allemagne  | —      | O      | —      | O      | O      | XXX    |        | 5,89 m |       |
| Médaille d'argent  | Renaud Lavillenie      | France     | —      | XO     | —      | XO     | XXO    | XXX    |        | 5,89 m |       |
| Médaille de bronze | Björn Otto             | Allemagne  | O      | O      | XO     | O      | XXX    |        |        | 5,82 m |       |
| 4                  | Brad Walker            | États-Unis | —      | XO     | XO     | O      | XXX    |        |        | 5,82 m |       |
| 5                  | Malte Mohr             | Allemagne  | O      | O      | XO     | XXO    | XXX    |        |        | 5,82 m |       |
| 6                  | Seito Yamamoto         | Japon      | O      | XXO    | XXO    | XXX    |        |        |        | 5,75 m | PB    |
| 7                  | Jan Kudlička           | Tchéquie   | XXO    | XO     | XXO    | XXX    |        |        |        | 5,75 m |       |
| 8                  | Sergey Kucheryanu      | Russie     | O      | O      | XXX    |        |        |        |        | 5,65 m |       |
| 9                  | Alhaji Jeng            | Suède      | XO     | O      | XXX    |        |        |        |        | 5,65 m | SB    |
| 10                 | Konstadínos Filippídis | Grèce      | O      | XO     | XXX    |        |        |        |        | 5,65 m |       |
| 11                 | Augusto de Oliveira    | Brésil     | XXO    | XXO    | XXX    |        |        |        |        | 5,65 m |       |
| 12                 | Xue Changrui           | Chine      | XO     | XXX    |        |        |        |        |        | 5,50 m |       |
| 13                 | Valentin Lavillenie    | France     | XXX    |        |        |        |        |        |        | NM     |       |

### Qualifications
Qualification pour la finale : 5,70 m (Q) ou les 12 meilleurs sauteurs (q).
| Rang | Athlète                  | Pays       | Hauteur  | Par hauteur | Par hauteur | Par hauteur | Par hauteur | Par hauteur |
|      |                          |            | 5,25 m   | 5,40 m      | 5,55 m      | 5,65 m      | 5,70 m      |             |
| ---- | ------------------------ | ---------- | -------- | ----------- | ----------- | ----------- | ----------- | ----------- |
| 1    | Jan Kudlicka             | Tchéquie   | 5,65 m q | -           | o           | -           | xo          |             |
| 2    | Malte Mohr               | Allemagne  | 5,55 m q | -           | -           | o           |             |             |
| 2    | Konstadínos Filippídis   | Grèce      | 5,55 m q | -           | o           | o           |             |             |
| 4    | Seito Yamamoto           | Japon      | 5,55 mq  | -           | o           | xo          |             |             |
| 4    | Alhaji Jeng              | Suède      | 5,55 m q | -           | o           | xo          |             |             |
| 4    | Raphael Holzdeppe        | Allemagne  | 5,55 m q | -           | -           | xo          |             |             |
| 7    | Valentin Lavillenie      | France     | 5,55 m q | xxo         | o           | xo          |             |             |
| 8    | Xue Changrui             | Chine      | 5,55 m q | o           | o           | xxo         |             |             |
| 9    | Sergey Kucheryanu        | Russie     | 5,55 m q | -           | xo          | xxo         |             |             |
| 10   | Daichi Sawano            | Japon      | 5,40 m   | -           | o           | xxx         |             |             |
| 10   | Jere Bergius             | Finlande   | 5,40 m   | o           | o           | xxx         |             |             |
| 10   | Oleksandr Korchmid       | Ukraine    | 5,40 m   | -           | o           | xxx         |             |             |
| 10   | Thiago Braz da Silva     | Brésil     | 5,40 m   | -           | o           | xxx         |             |             |
| 14   | Edi Maia                 | Portugal   | 5,40 m   | xo          | xo          | xxx         |             |             |
| 14   | Jack Whitt               | États-Unis | 5,40 m   | xo          | xo          | xxx         |             |             |
| 16   | Shawnacy Barber          | Canada     | 5,40 m   | xo          | xxo         | xxx         |             |             |
| 17   | Claudio Stecchi          | Italie     | 5,40 m   | xxo         | xxo         | xxx         |             |             |
| 18   | Rasmus Wejnold Jørgensen | Danemark   | 5,25 m   | xo          | xxx         |             |             |             |
| 19   | Mareks Ārents            | Lettonie   | 5,25 m   | xxo         | xxx         |             |             |             |
|      | Zhang Wei                | Chine      | -        | xxx         |             |             |             |             |

| Rang | Athlète             | Pays         | Hauteur  | Par hauteur | Par hauteur | Par hauteur | Par hauteur | Par hauteur |
|      |                     |              | 5,25 m   | 5,40 m      | 5,55 m      | 5,65 m      | 5,70 m      |             |
| ---- | ------------------- | ------------ | -------- | ----------- | ----------- | ----------- | ----------- | ----------- |
| 1    | Renaud Lavillenie   | France       | 5,65 m q | -           | -           | -           | xo          |             |
| 2    | Brad Walker         | États-Unis   | 5,55 m q | -           | -           | o           | -           |             |
| 3    | Augusto de Oliveira | Brésil       | 5,55 m q | -           | xxo         | o           | -           |             |
| 4    | Björn Otto          | Allemagne    | 5,55 m q | -           | -           | xo          | -           |             |
| 5    | Nikita Filippov     | Kazakhstan   | 5,40 m   | o           | o           | xxx         |             |             |
| 6    | Ivan Yeryomin       | Ukraine      | 5,40 m   | xo          | o           | xxx         |             |             |
| 6    | Jeremy Scott        | États-Unis   | 5,40 m   | xo          | o           | xxx         |             |             |
| 8    | Vladyslav Revenko   | Ukraine      | 5,40 m   | -           | xo          | xxx         |             |             |
| 8    | Lázaro Borges       | Cuba         | 5,40 m   | -           | xo          | xxx         |             |             |
| 8    | Hiroki Ogita        | Japon        | 5,40 m   | -           | xo          | xxx         |             |             |
| 11   | Aleksandr Gripich   | Russie       |          | xo          | xo          | xxx         |             |             |
| 12   | Jin Minsub          | Corée du Sud | 5,25 m   | 0           | xxx         |             |             |             |
| 12   | João Gabriel Sousa  | Brésil       | 5,25 m   | 0           | xxx         |             |             |             |
| 14   | yang Yansheng       | Chine        | 5,25 m   | xo          | xxx         |             |             |             |
|      | Igor Bychkov        | Espagne      | -        | xxx         |             |             |             |             |
|      | Michal Balner       | Tchéquie     | -        | -           | xxx         |             |             |             |
|      | Ivan Horvat         | Croatie      | -        | xxx         |             |             |             |             |
|      | Giuseppe Gibilisco  | Italie       | -        | -           | -           | xxx         |             |             |
|      | Steven Lewis        | Royaume-Uni  | -        | -           | xxx         |             |             |             |
|      | Robert Sobera       | Pologne      | -        | -           | xxx         |             |             |             |

## Légende
Records et Performances
- AR : Record continental (area record)
- CR : Record des championnats (championship record)
- MR : Record du meeting (meet record)
- NR : Record national (national record)
- OR : Record olympique (olympic record)
- PR : Record paralympique (paralympic record)
- PB : Record personnel (personal best)
- SB : Meilleure performance personnelle de la saison (season's best)
- WL : Meilleure performance mondiale de l'année (world leader)
- WJR : Record du monde junior (world junior record)
- WR : Record du monde (world record)

Circonstances et Conditions
- DNF : N'a pas terminé (did not finish)
- DNS : N'a pas pris le départ (did not start)
- DQ : Disqualification (disqualification)
- NM : Aucun essai valable enregistré (No Mark)
- Q : Qualifié « directement » au prochain tour (ou à la prochaine compétition), lors d'une compétition majeure, grâce au classement ou à la réalisation des minima (automatic qualifier)
- q : Qualifié au prochain tour (ou à la prochaine compétition), lors d'une compétition majeure, grâce au repêchage ou à la réalisation de l'une des meilleures performances parmi celles des « non qualifiés directement » (grâce au meilleur temps ou à la meilleure distance par exemple) (secondary qualifier)